# Септикопиемия
Септикопиемия (от др.-греч. septicopyaemia — вызывающий нагноение, — гной и — кровь) — форма сепсиса, при которой наряду с общей интоксикацией организма происходит образование метастатических абсцессов в различных тканях и органах.
Чаще всего развивается как следующий этап септицемии. Следовательно, септикопиемии, как правило, должен предшествовать период первичного инфицирования и септицемии.

## Симптомы и лечение септикопиемии
Температура тела повышается до 40°С, отмечается повторный озноб. Общее состояние больных тяжёлое, наблюдаются: адинамия, слабость, заторможенное или возбуждённое состояние. Кожные покровы бледны, характерны цианоз видимых слизистых оболочек, боли в мышцах и суставах. У всех больных отмечается сердечная недостаточность (тахикардия, тахипноэ, глухость сердечных тонов). АД у половины больных снижается.
Гемограмма характеризуется умеренным лейкоцитозом, иногда лейкопенией, нейтрофильным сдвигом белой крови; СОЭ — до 40—65 мм/ч. У каждых двух из трёх больных развивается анемия. При повторных гнойных метастазах отмечается ухудшение гемограммы и улучшение показателей при ремиссии.
У больных септикопиемией наблюдаются гнойные поражения почек, печени, сердца, мозговых оболочек и мозга. Множественность поражения является наиболее характерным проявлением септикопиемии.
Диагностировать септикопиемию легче, чем септицемию. Нередко после периода некоторого улучшения возобновляется озноб, наблюдается лихорадочное состояние, нарастает интоксикация, появляются признаки поражения отдельных органов и систем. Сердечно-лёгочная недостаточность свидетельствует о наличии пневмонии или эндомиокардита.
Поражение почек проявляется ознобом и лихорадочным состоянием, пиурией, транзиторной олигурией, болевым синдромом. Увеличение печени, желтушное окрашивание кожи, боли указывают на воспалительные изменения в печени. Упорная головная боль, заторможенность или возбуждение, «затемнение сознания», менингеальные явления свидетельствуют о возникновении гнойного менингоэнцефалита. Специфические лабораторные тесты, характерные для септикопиемии, отсутствуют.
Бактериемию на фоне лечения антибиотиками удаётся выявить лишь у 15—25 % больных.
Лечение септикопиемии проводится по схеме терапии сепсиса с обязательным хирургическим лечением метастатических гнойных очагов.